# Robert O. O'Brien
Robert O. O'Brien (New York, 26 december 1941 – Columbia (South Carolina), 21 april 2009) was een Amerikaans dirigent, arrangeur en muziekuitgever. Hij was een zoon van het echtpaar Joseph en Margaret O'Brien. Ook zijn broer Joel "Bishop" O'Brien was een bekend muzikant. 

## Levensloop
O'Brien studeerde muziek aan de Juilliard School of Music in New York waar hij zijn Bachelor of Music behaalde. Vervolgens studeerde hij aan de Manhattan School of Music, eveneens in New York, en behaalde zijn Master of Music. Zijn studies voltooide hij aan de Eastman School of Music in Rochester, waar hij tot Ph.D. (Philosophiæ Doctor) promoveerde. 
Hij was van 1966-1971 arrangeur van de United States Military Academy West Point Band en werkte onder anderen met Kenneth Whitcomb samen. Vanaf 1972 was hij medewerker in de muziekuitgeverij Chappel & Company. Uit deze tijd zijn de voortreffelijke bewerkingen van klassieke werken voor harmonieorkest zoals bijvoorbeeld Annie Overture van Charles Strouse, Baroque and Blue voor dwarsfluit en harmonieorkest van Claude Bolling. Iets vroeger schreef hij een zeer bekend arrangement van Façade van Sir William Walton bestaande uit de delen 1. Fanfare and Scotch Rhapsody; 2. Jodelling Song; 3. Polka; 4. Popular Song; 5. Old Sir Faulk. In 1973 kwam hij naar het leger en werd kapelmeester. Van 1983 tot 1988 was hij dirigent van de 7th Infantry Division Band in Fort Ord (Californië). Vervolgens was hij dirigent van de 296e United States Army Band. 
In 2003 ging hij met pensioen en vertrok naar Columbia (South Carolina) waar hij een eigen muziekuitgeverij oprichtte. 